# Martin Thörnberg
Martin Ove Thörnberg, folkbokförd Törnberg, född 6 augusti 1983 i Huskvarna församling, Jönköpings län, är en svensk före detta ishockeyspelare. Han spelade som forward, och är son till den före detta ishockeyspelaren Owe Thörnberg. Thörnberg var med och tog SM-guld med HV71 2004, 2008, 2010 och 2017. 
Han har en yngre bror, Jesper Thörnberg, som spelar för Odense Bulldogs i danska Metal Ligaen. Han var även med och vann TV-pucken för Småland 2008.
Thörnberg var med i svenska landslaget som tog guld under VM 2013. Turneringen blev hans fjärde världsmästerskap och han gjorde 2 mål och 1 assist på 10 matcher.
Efter fyra år i KHL återvände Thörnberg till Sverige och skrev ett treårskontrakt med HV71 den 1 maj 2015. Thörnberg vann SM-guld med HV71 säsongen 2016/2017. I förlängningen av den sjunde avgörande finalmatchen mot Brynäs IF den 29 april 2017 gjorde Thörnberg assisten till Simon Öneruds avgörande mål.
Den 25 november 2020 blev Thörnberg klar för HC Dalen i Hockeyettan. Han representerade klubben i två säsonger innan han avslutade karriären efter säsongen 2021/2022.

## Klubbar
- HC Dalen 2020–2022
- HV71, 2015–2020
- Lokomotiv Jaroslavl, 2014–2015
- HC Lev Praha, 2013–2014
- Torpedo Nizjnij Novgorod, 2011–2013
- HV71, 2002–2011
- IK Oskarshamn, 2005 (lån)

## Meriter
- SM-guld (med HV71): 2004, 2008, 2010, 2017
- SM-silver (med HV71): 2009
- VM-brons 2009
- VM-silver 2011
- VM-guld 2013